# Justyn Karliński

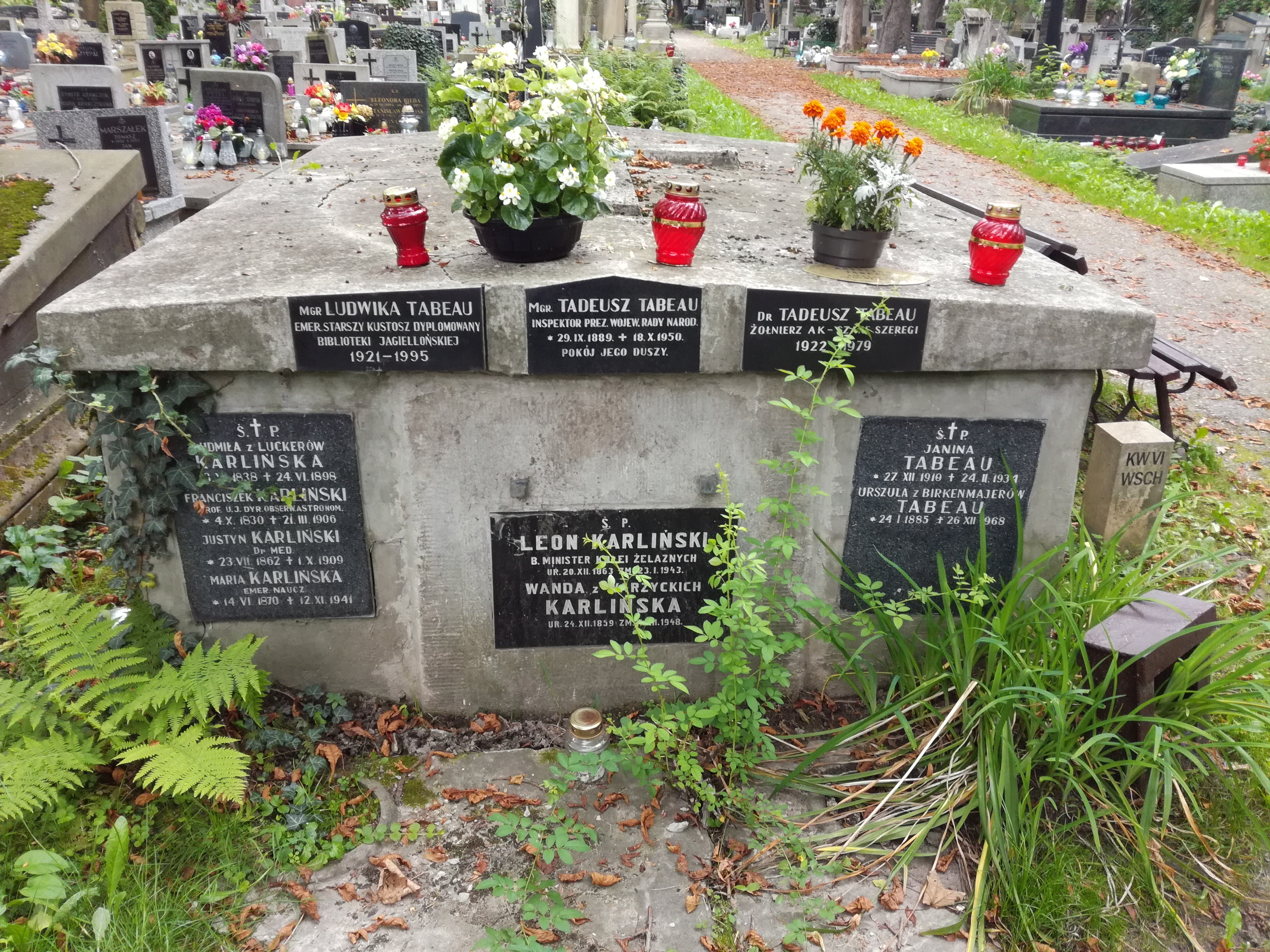
Grobowiec Karlińskich na cmentarzu Rakowickim w Krakowie

Justyn Józef Stanisław Karliński (ur. 23 lipca 1862 w Krakowie, zm. 1 października 1909 w Wiedniu) – polski lekarz, bakteriolog, epidemiolog; inspektor sanitarny Bośni i Hercegowiny.

## Życiorys
Justyn Karliński urodził się 23 lipca 1862 w Krakowie w rodzinie Franciszka Karlińskiego, profesora astronomii Uniwersytetu Jagiellońskiego, i Ludmiły z domu Lucker. W dzieciństwie interesował się ornitologią, a następnie medycyną. W Krakowie ukończył gimnazjum i studia medyczne na UJ. W 1886 uzyskał na UJ dyplom doktora wszech nauk lekarskich. Przez rok (1885/86) pracował jako asystent w katedrze anatomii patologicznej. W 1886 wyjechał do Wiednia, gdzie pracował jako starszy lekarz i prosektor w szpitalu garnizonowym. W 1887 przeprowadził się do Bośni. Początkowo pracował jako lekarz powiatowy w Čelebiciu. Ze względu na trudną sytuację sanitarną w kraju, wysyłano go do różnych miejscowości: Konjica (1888/89, 1891), Stolaca (1890), Visoko (1894), Gračanicy (1896), Maglaju (1899), Čajnicy (1903), Tešanja (1904). Od 1892 był Naczelnym Inspektorem Sanitarnym przy wojskowym zarządzie BiH. Jako lekarz na co dzień pracował w Bośni i Hercegowinie, ale od lat 90. XIX wieku współpracował także z szefem sanitariatu tureckiego paszą Bąkowskim. W 1891 i 1893 towarzyszył pielgrzymkom z Bośni do Mekki, gdzie występowała cholera. Dzięki jego opiece epidemia nie dotarła do Bośni. Otrzymał za to w 1891 Krzyż Kawalerski Orderu Franciszka Józefa. Od 1893 pełnił obowiązki przybocznego lekarza sułtana tureckiego. Udało mu się zdobyć jego uznanie za co został odznaczony. Był jednym z najbogatszych polskich lekarzy w Bośni i Hercegowinie. Jako lekarz pułkowy został wysłany w 1893 do Konstantynopola do walki z cholerą; ułożył tam pierwszy plan asenizacyjny. W grudniu 1893 sułtan odznaczył go Krzyżem Komandorskim Orderem Osmana. Otrzymał także Krzyż Oficerski Orderu Korony Włoch. W 1906 przeszedł w stan spoczynku, poświęcając się wyłącznie pracy lekarskiej.
W wieku 19 lat ogłosił trzy rozprawki na temat tatrzańskiej flory. Zajmował się również ornitologią. W roku 1882 ukazało się  opracowanie Wykaz ptaków tatrzańskich na podstawie własnych i obcych spostrzeżeń / skreślił student medycyny Justyn Karliński.
W dziedzinie nauki był jednym z pionierów badań nad bakteriami i epidemiologiem (zwłaszcza w zakresie cholery). W wodach w Bośni odkrył ponad 20 bakterii. Jego prace umożliwiły opracowanie szczepionek na liczne choroby zakaźne ludzi i zwierząt (np. przeciw zarazie nierogacizny oraz surowicę bydlęcą przeciw cholerze świń). Autor kilkudziesięciu prac naukowych i artykułów: po niemiecku, polsku i serbsko-chorwacku. Członek Międzynarodowej Komisji Sanitarnej w Paryżu, Towarzystwa Przyjaciół Nauk w Poznaniu, Towarzystwa Zoologiczno-Botanicznego w Wiedniu.
Jego pierwszą żoną była Helena Stern, córka Adolfa Sterna, z którą ożenił się 1892. Po jej śmierci, w 1906 ożenił się z Marcelą Mikołajewicz. Miał z nią syna Wojciecha, zmarłego prawie równocześnie z ojcem, a także córkę Zofię, która później wyszła za Jóżefa Opica, filologa klasycznego z Sarajewa. Dorobił się znacznego majątku, posiadał posiadłości w Tuzli i Bašce.
Zmarł 1 października 1909 w Wiedniu na raka gardła. Został pochowany w Krakowie na cmentarzu Rakowickim (kwatera VI, narożnik płn.-wsch.).

## Publikacje
- Justyn Karliński, Unter der gelben Flagge : Erinnerungen und Eindrücke von meiner Reise nach Arabien und Kleinasien, Wien, 1894.